# US Baie-Mahault
El US Baie-Mahault es un equipo de fútbol con sede de Baie-Mahault, Guadalupe. Actualmente juega la División de Honor de Guadalupe.

## Historia
El club fue fundado en el año de 1936, a pesar de nunca haber conseguido un título de liga, ha conseguido 1 título de la Copa de Guadalupe.

## Palmarés
- Copa de Guadalupe: 1

1988
- Promoción de Honor Regional 1 de Guadalupe: 2

2003, 2008

## Participaciones en las competiciones de Francia
- Copa de Francia: 1 presencia

1998-99